# Chryseida claritarsis
Chryseida claritarsis är en stekelart som beskrevs av Embrik Strand 1911. Chryseida claritarsis ingår i släktet Chryseida och familjen kragglanssteklar.
Artens utbredningsområde är Peru. Inga underarter finns listade i Catalogue of Life.